# Беверли-Хиллз, 90210 (сезон 7)
«Беверли-Хиллз, 90210» — американский телесериал, повествующий о близнецах из семейства Уолш, оказавшихся в мире золотой молодёжи в лос-анджелесском районе Беверли-Хиллз («90210» в названии является почтовым индексом района; произносится как «девяносто-двести-десять», а «Беверли-Хиллз» - названием района; произносится как «беверли-хиллз»).
На DVD последние два эпизода были объединены в один полуторачосвой, поэтому образуется новая нумерация сезонов — 31 вместо 32 как при трансляции сериала на телевидении.В России вышел на канале СТС в 1999 году в дубляже фирмы "СВ ДУБЛЬ". 

## Сюжет
Наступает последний год в Калифорнийском университете. Брендон устраивается работать репортёром на университетской студии и влюбляется в ведущую Трейси Гейлиан (Джилл Новик). Келли тем временем встречается с соседом Дэвида и коллегой Брендона Марком Ризом (Далтон Джеймс). Клэр испытывает Стива, а Донна решает вернуться к Дэвиду, правда, это не нравится её матери Фелис (Катерин Кэннон).
Вэлери начинает встречаться с женатым мужчиной по имени Кенни Бэннерман (Джозеф Джан) и пытается вытянуть из него деньги, но вскоре Брендон ставит её перед выбором — либо она уезжает из особняка Уолшей, либо возвращает деньги.
Келли подрабатывает в клинике для больных СПИДом и знакомится там с юношей, фокусником Джимми Голд (Майкл Стоянов). Смерть друга становится страшным потрясением для Келли.
К Вэлери приезжает сначала её друг детства Том Миллер (Кейн Пикой), а затем и мать — Эбби Мэлоун (Мишель Филлипс). Вскоре выясняется, что смерть её отца, Виктора Мэлоуна, не была случайностью — он насиловал свою дочь с 11 лет. Том пытается помочь Вэлери справиться с кошмарами и наладить отношения с матерью.
Тем временем умирает дедушка Дэвида и оставляет внуку огромное наследство. Мел и Донна боятся, что у Дэвида могут возникнуть проблемы из-за денег, к тому же врачи обнаружили в нём склонность к маниакальной депрессии — как и у его матери Шейлы.
Вэлери пытается отомстить Келли, поэтому связывается с фирмой Билла Тейлора (Джон Райлли), но теряет деньги и остаётся ни с чем. Поэтому она решает, что единственный выход — самоубийство. Клэр уезжает во Францию вместе со своим отцом сразу же после окончания выпускной церемонии…

## Основной состав
- Джейсон Пристли в роли Брэндона Уолша
- Дженни Гарт в роли Келли Тейлор
- Тиффани-Амбер Тиссен в роли Вэлери Мэлоун
- Ян Зиринг в роли Стива Сандерса
- Брайан Остин Грин в роли Дэвида Сильвера
- Тори Спеллинг в роли Донны Мартин
- Кэтлин Робертсон в роли Клэр Арнольд

## Приглашённые звёзды
- Джозеф Гей - Кенни Баннернмэн
- Майя Кэмпбэлл - Мария Мёрфи
- Джули Пэрриш - Джоан Даймонд
- Далтон Джеймс - Марк Риз
- Трэвис Уэстер - Остин Сандерс
- Ренди Спеллинг - Райан Сандерс
- Эдди Сибриан - Кейси Уоткинс
- Майкл Стоянов - Джимми Голд
- Джил Новик - Трейси Гиллиан
- Мэттью Лоранс - Мэл Сильвер
- Николас Прайор - Декан Милтон Арнольд
- Грег Воган - Клифф Йегер
- Дэн Готьер - Дик Харрисон
- Майкл Дюрелл - Доктор Джон Мартин
- Райан Браун - Арнольд Мортон Манц
- Джейми Уолтерс - Рей Пруитт
- Грег Дэниэл - Декан Уитмор
- Скотт Поллин - Профессор Кори Рэндолл
- Каролин Лагерфельт - Шейла Сильвер
- Кэтрин Кэннон - Фелис Мартин
- Кристин Бэлфорд - Саманта Сандерс
- Оливия Браун - Профессор Лэнгли
- Натали Сигутьи - Хлоя Дэвис
- Джей Тревор Эдмонд - Эван Поттер
- Мишель Филлипс - Эбби Мэлоун
- Джейсон Льиюс - Роб Эндрюс
- Джеймс Экхаус - Джим Уолш
- Джон Райли - Билл Тейлор
- Джед Аллен - Раш Сандерс
- Энн Джиллеспай - Джеки Тейлор
- Корин Немец - Дэррик Дрисколл

## Описание эпизодов
| Эпизод | Название                                                       | Дата выхода в эфир | Режиссёр              | Сценаристы               |
| --- | -------------------------------------------------------------- | ------------------ | --------------------- | ------------------------ |
| |                                                                |                    |                       |                          |
| 7x01 | Remember The Alamo / Помните Аламо                             | 21 августа 1996    | Джеймс Уитмор-Младший | Ларри Моллин             |
| Во время путешествия, у Стива и Брендона ломается машина, и они застревают в маленьком городке под названием Хэдли Сити. Стив уезжает домой на автобусе, а Брендон решает подождать, пока не починят его машину. Здесь он знакомится с обворожительной библиотекаршей Марией Мёрфи, показавшей юноше город. Стив хочет устроить сюрприз Клэр, а Вэлери видит его обнажённым. После летней практики Келли начинает работать в клинике для больных СПИДом. Дэвид вновь ссорится с Донной, а Стив и Клэр долго блуждают в аэропорте, не замечая друг друга...                                                                     |                                                                |                    |                       |                          |
| |                                                                |                    |                       |                          |
| 7x02 | Here We Go Again / А вот и мы!                                 | 28 августа 1996    | Энсон Уилльямс        | Стив Вассерман           |
| Стив ссорится с Келли и Клэр. Донна встречает свою старую любовь Кейси. Брендона приглашают работать на университетское телевидение. Клэр уверенна, что Стив всё ещё влюблён в Келли. Дэвид знакомится с Марком Ризом, который предлагает юноше поселиться у него. Тем временем, Стив даёт своим братьям Остину и Райану любовные советы. У Вэлери свидание с привлекательным и женатым Кенни Бэннерманом, от которого она получает ссуду на 10 тысяч долларов в качестве подарка. Стив признаётся Келли, что в старших классах пускал «грязные» слухи о ней…                                                                  |                                                                |                    |                       |                          |
| |                                                                |                    |                       |                          |
| 7x03 | Mate For Life / Спутник жизни                                  | 4 сентября 1996    | Берт Бринкерхофф      | Джон Уэлпли              |
| Настаёт день свадьбы Джоан и Нэта. На свадьбу приезжает дочь Джоан, Лили – исполнительница эротических танцев, положившая глаз на Брендона. Келли ревнует. Кенни заставляет Вэлери ревновать. У Джоан и Нэта рождается сын Френки. Стив озадачен признанием Клэр. Келли знакомится в клинике с фокусником Джимми Голдом, больным СПИДом… |                                                                |                    |                       |                          |
| |                                                                |                    |                       |                          |
| 7x04 | Disappearing Act / Процесс исчезновения                        | 11 сентября 1996   | Дэвид Сэмель          | Джон Эйзендрас           |
| Донна рассказывает Мелу, что Дэвид не собирается продолжать учиться в университете, поэтому Мел отказывается давать сыну деньги. Брендон и Марк находят новую ведущую для новостей – Трейси Гэлиан. Однако девушка так волнуется, что прямо перед самым эфиром! Келли боится, что могла случайно заразиться СПИДом от Джимми. Вэлери и Кенни встречаются в отеле «Белэйдж». Келли с ребятами приходят на «волшебное» выступление Джимми. Позже юноша признаётся Келли, что ему осталось жить всего несколько дней… |                                                                |                    |                       |                          |
| |                                                                |                    |                       |                          |
| 7x05 | Pledging My Love / Заверения любви                             | 18 сентября 1996   | Джеймс Даррен         | Фил Сэват                |
| Начинается новый учебный год. Брендон и Марк делают репортаж с торжественной церемонии, а Стив с ребятами решают устроить розыгрыш. Однако всё идёт не так, как было запланировано, и последствия шутки грозят исключением Стива из университета - ректор Арнольдс намерен установить личности хулиганов. Донна помогает спортсменке Денни Сент Джон попасть в её женскую общину, а Вэлери «соблазняет» Кенни. Ситуация складывается так, что если Брендон становится перед выбором – спасти друга или студенческий телеканал. Келли переживает тяжёлые времена - Джимми умер, и это событие полностью выбивает её из колеи... |                                                                |                    |                       |                          |
| |                                                                |                    |                       |                          |
| 7x06 | Housewarming / Домашнее тепло                                  | 25 сентября 1996   | Чип Чалмерс           | Джессика Клейн           |
| В Калифорнии установилась невероятная жара. Марк и Дэвид устраивают вечеринку в честь новоселья. Вэлери говорит Кенни, что беременна. Клэр начинает встречаться с Диком Харрисом после того, как видит Стив целующегося с другой девушкой. Дэвид напивается, а Марк приглашает Келли на свидание. Между тем, пожар, начавшийся из-за жары, добирается до дома Марка и Дэвида, а Донна, спасая оленёнка, оказывается в ловушке… |                                                                |                    |                       |                          |
| |                                                                |                    |                       |                          |
| 7x07 | Fearless / Бесстрашный                                         | 30 октября 1996    | Харви Фрост           | Ларри Моллин             |
| Донна получает награду «Герой города» за храбрость и отвагу на пожаре. Вэлери требует, чтобы Кенни развёлся со своей женой. Община Келли и Донны устраивает праздник для детей в честь Хэллоуина. Им помогает Клифф Йегер - пожарный, спасший Донну на вечеринке Дэвида и Марка. У Дэвида умирает дедушка, а Клэр в компании Дика продолжает «динамить» Стива. Келли начинает встречаться с Марком, а Брендон – с Трейси. Донна идёт на свидание с Клиффом. Вэлери получает от Кенни огромную сумму на аборт… |                                                                |                    |                       |                          |
| |                                                                |                    |                       |                          |
| 7x08 | The Things We Do For Love / Вещи, которые мы делаем ради любви | 6 ноября 1996      | Гилбер М. Шилтон      | Лори МакКарти            |
| Клэр становится капитаном команды по гребле каноэ, а Стив, чтобы вернуть возлюбленную, создаёт свою команду. Дедушка Дэвида оставил внуку огромное состояние, раритетную машину и огромный особняк. Вэлери рассказывает Стиву, что она беременна, а Стив говорит об этом Келли. Клифф говорит Донне, что уезжает из Беверли Хиллз. Келли и Стив сомневаются в беременности Вэлери, а Кенни требует от девушки документы, подтверждающие, что она сделала аборт... |                                                                |                    |                       |                          |
| |                                                                |                    |                       |                          |
| 7x09 | Loser Takes All / Проигравший забирает всё                     | 13 ноября 1996     | Кристофер Гиблер      | Джон Эйзендрас           |
| Дэвид выкупает у Вэлери её половину клуба «После полуночи» и предлагает девушке стать его полноправным коллегой, а Марк признаётся Келли в любви. Брендон узнаёт, что Вэлери лгала Кенни. Донне и Мелу кажется, что деньги могут вскружить Дэвиду голову. После поражения команды Стива, Клэр возвращается к нему. Брендон ставит Вэлери перед выбором: либо она возвращает деньги Кенни, либо съезжает из особняка Уолшей… |                                                                |                    |                       |                          |
| |                                                                |                    |                       |                          |
| 7x10 | Lost In Las Vegas / Потерянный в Лас-                          | 20 ноября 1996     | Майкл Лэнг            | Стив Вассерман           |
| Дэвид, Вэлери, Стив и Клэр отправляются в Лас-Вегас. Дэвид выигрывает много денег. Трейси едет домой на праздники. Донне кажется, что у Дэвида могут возникнуть проблемы на почве азартных игр. Марк хочет близости с Келли. Дэвид проводит ночь с двумя красотками Линдой и Гейл, а наутро выясняется, что они его обокрали... |                                                                |                    |                       |                          |
| |                                                                |                    |                       |                          |
| 7x11 | If I Had A Hammer / Если бы у меня был молоток                 | 27 ноября 1996     | Джейсон Пристли       | Джон Уэлпли              |
| Психиатр обнаруживает у Дэвида склонность к маниакальной депрессии – как и у его матери. Стива хотят исключить за то, что он выдал реферат Брендона за свой собственный. Нэт просит ребят помочь в ремонте дома его повара Вилли, между тем с Келли и Марком происходит неприятный инцидент… |                                                                |                    |                       |                          |
| |                                                                |                    |                       |                          |
| 7x12 | Judgement Day / Судный день                                    | 11 декабря 1996    | Дэвид Сэмель          | Фил Сэват                |
| Брендона собираются исключить из университета за помощь Стиву, причём не без участия профессора Рендела. Вэлери получает от Дэвида весьма заманчивое предложение. Стив и Клэр находят доказательства того, что обвинения Рендела против Брендона ложные. Келли устраивает вечеринку в честь дня рождения Марка… |                                                                |                    |                       |                          |
| |                                                                |                    |                       |                          |
| 7x13 | Gift Wrapped / Завёрнутый подарок                              | 18 декабря 1996    | Кевин Инч             | Кристин Элис МакКарти    |
| Донна хочет вновь встречаться с Дэвидом, но её мать Фелис против. Тогда Донна и Дэвид решают устроить семейный ужин на Рождество. Келли знакомится со своей сестрой Джой. Стив и Клэр смущены – только слепой не заметит влечения между Самантой Сандерс и профессором Арнольдом. Донна предлагает устроить жеребьёвку: ребята вытягивают карточки, и делают подарки тем, чьи имена на них написаны. Келли вытягивает карточку с именем Вэлери, а Вэлери, как ни странно, с именем Келли… |                                                                |                    |                       |                          |
| |                                                                |                    |                       |                          |
| 7x14 | Jobbed / Работающий                                            | 8 января 1997      | Джейсон Пристли       | Ларри Моллин             |
| В университете проходит Ярмарка вакансий – и между Брендоном и Марком начинаются трения из-за престижной работы. К Вэлери из Буффало приезжает её первая любовь Том Миллер. Донна временно устраивается на работу в качестве секретарши своего отца доктора Мартина. Вэлери просит Дэвида принять Тома на должность менеджера клуба. После того как Брендон получает заветную должность, Марк бросает Келли. |                                                                |                    |                       |                          |
| |                                                                |                    |                       |                          |
| 7x15 | Phantom Of C.U. / Призрак Калифорнийского Университета         | 15 января 1997     | Лэс Ландау            | Стив Вассерман           |
| С тех пор как Донна устроилась ведущей прогноза погоды на университетском телевидении, какой-то мужчина угрожает ей по телефону. Том организует великолепную вечеринку в клубе. Клэр и Донна устраивают для Келли «свидания вслепую». Брендону не нравится, что Том живёт в его доме. Стив устанавливает личность Призрака Калифорнийского университета и помогает скрыть её… |                                                                |                    |                       |                          |
| |                                                                |                    |                       |                          |
| 7x16 | Unnecessary Roughness / Ненужная грубость                      | 22 января 1997     | Гилберт М. Шилтон     | Джон Уэлпли              |
| Донну кто-то преследует, поэтому девушка переезжает на время к родителям. У Дэвида и Тома возникают проблемы из-за вечеринки в честь Суперкубка, но в ходе их решения они находят общий язык. Донна, Келли и Клэр идут в стриптиз-клуб «Дежавю», а Брендон и Трейси едут на ранчо Гэлиан. Донна узнаёт, что Гаррета Слэна, пытавшегося изнасиловать её несколько лет назад, освободили из тюрьмы. Дик и Стив прекрасно ладят. Кто-то пытается убить Донну… |                                                                |                    |                       |                          |
| |                                                                |                    |                       |                          |
| 7x17 | Face Off / Без лица                                            | 29 января 1997     | Чип Чалмерс           | Лори МакКарти            |
| По решению суда, Гарретт Слэн не имеет права приближаться к Донне. Велори хочет начать встречаться с Томом, но его уже пригласила на свидание Келли. Перед тем, как покинуть Беверли Хиллз, Слэн говорит Донне, что это не он пытался убить её… |                                                                |                    |                       |                          |
| |                                                                |                    |                       |                          |
| 7x18 | We Interrupt This Program / Мы прерываем программу…            | 5 февраля 1997     | Кевин Инч             | Джон Эйзендрас           |
| Вэлери ревнует Тома к Келли, а Донна возвращается на телевидение. Дэвид и Хлоя Дэвис записывают песню в доме юноши. Клэр и Стив узнают, что Саманта Сандерс и ректор Арнольд встречаются. Маньяк, угрожавший Донне, берёт её, Трейси и Брендона в заложники прямо на студии… |                                                                |                    |                       |                          |
| |                                                                |                    |                       |                          |
| 7x19 | My Funny Valentine / Мой забавный Валентин                     | 12 февраля 1997    | Дэвид Сэмель          | Джессика Клейн           |
| В Беверли Хиллз возвращается возлюбленный Донны - пожарный Клифф, чем вызывает ревность Дэвида. В клубе проходит вечеринка, посвящённая Дню Святого Валентина, на которой выступает Хлоя. К Вэлери приезжает её мать Эбби. Трейси находит у Брендона старое обручальное кольцо Келли и решает, что юноша хочет сделать ей предложение. Клэр понимает, что Дик плохо влияет на Стива. Келли порывает с Томом ради Вэлери, ведь она его не любит… |                                                                |                    |                       |                          |
| |                                                                |                    |                       |                          |
| 7x20 | With This Ring / С кольцом                                     | 19 февраля 1997    | Джейсон Пристли       | Фил Сэват                |
| Трейси узнаёт, что кольцо, которое она нашла, было предназначено не для неё. Хлоя пытается соблазнить Дэвида. Вэлери рассказывает Эбби, что отец насиловал девочку с 11 лет. Келли хочет вернуть Брендона. На двойном свидании Стива и Клэр вместе с Райаном и Кэйти на карнавале, молодые люди встречают Донну и Клиффа. Вэлери мучают кошмары, и это очень заботит Тома… |                                                                |                    |                       |                          |
| |                                                                |                    |                       |                          |
| 7x21 | Straight Shooter / Меткий стрелок                              | 26 февраля 1997    | Чип Чалмерс           | Ларри Моллин             |
| В Палм Спрингс Клэр и Келли притворяются украинками, чтобы соблазнить Роджера и Дина. Донна расстаётся с Клиффом, поняв, как любит Дэвида. Дик умирает от передозировки наркотиков прямо на вечеринке в клубе. Стив тяжело переживает эту потерю. |                                                                |                    |                       |                          |
| |                                                                |                    |                       |                          |
| 7x22 | A Ripe Young Age / Зрелый молодой возраст                      | 5 марта 1997       | Скотт Полинг          | Стив Вассерман           |
| Келли приютила мальчика Джоуи. Клэр советует Келли сообщить о нём в полицию. Вэлери начинает встречаться с подающим надежды актёром Робом Эндрюсом, а Донна и Дэвид узнают об интересных обстоятельствах знакомства дедушки и бабушки Донны, обернувшихся прекрасной историей любви. Джоуи сбегает от Келли… |                                                                |                    |                       |                          |
| |                                                                |                    |                       |                          |
| 7x23 | Storm Warning / Штормовое предупреждение                       | 19 марта 1997      | Бэтани Руни           | Джон Уэлпли              |
| Клэр решает проучить Стива. Келли находит Джоуи. Брендон и Трейси собираются в Гонконг к родителям Брендона. Келли ревнует. Менеджер Роба, Алан Блэк, просит Вэлери уговорить юношу заключить контракт на съёмки в фильме. С доктором Мартином происходит сердечный приступ, и Донна винит в этом Дэвида… |                                                                |                    |                       |                          |
| |                                                                |                    |                       |                          |
| 7x24 | Spring Break Down / Весенние волнения                          | 2 апреля 1997      | Чарли Коррелл         | Джон Эйзендрас           |
| Брендон и Трейси уезжают в Гонконг. Джим говорит Брендону, что он должен бросить Трейси и вернуться к Келли. Вэлери становится менеджером Роба, а Келли не может забыть Брендона. Дэвид помогает Донне заботиться о её отце… |                                                                |                    |                       |                          |
| |                                                                |                    |                       |                          |
| 7x25 | Heaven Sent / Посланные небесами                               | 9 апреля 1997      | Энсон Уилльямс        | Джон Уэлпли              |
| Мария Мёрфи, с которой Брендон познакомился в Хэдли Сити, приезжает в Беверли Хиллз, чтобы представить свою книгу. Трейси ревнует. Клэр случайно уничтожает компьютерные файлы, в которых находились все её университетские работы. Стив помогает в их восстановлении. Дэвид и Донна празднуют пятилетие своего знакомства. После плохих отзывов на премьере своей новой картины «Дети Адама», Роб решает уехать домой в Индиану. Брендон и Келли целуются. |                                                                |                    |                       |                          |
| |                                                                |                    |                       |                          |
| 7x26 | The Long Goodbye / Затянувшееся прощание                       | 16 апреля 1997     | Лэс Шелдон            | Кен Стрингер             |
| Брендон никак не может решить – вновь начать встречаться с Келли или вернуться к Трейси. Клэр выступает с сольным номером на концерте в университете, а Донна и Стив ставят комедийную сценку. Вэлери пытается свести Трейси и Брендона, и даже присылает Келли письмо от Дилана… |                                                                |                    |                       |                          |
| |                                                                |                    |                       |                          |
| 7x27 | I Only Have Eyes For You / У меня есть только глаза для тебя   | 23 апреля 1997     | Кристофер Гиблер      | Лори МакКарти            |
| Донна и Клэр обиженны на Келли, так как она проводит всё время с Брендоном. После небольшой вечеринки, Вэлери остаётся переночевать в домике на пляже в комнате Келли, где находит её дневник. Прочитав его содержимое, девушка решает поссорить Келли с подругами… |                                                                |                    |                       |                          |
| |                                                                |                    |                       |                          |
| 7x28 | All That Jazz / Весь этот джаз                                 | 30 апреля 1997     | Кевин Инч             | Фил Сэват                |
| Вэлери знакомится с Дереком Дрисколом из конторы Билла Тейлора. У Донны возникают проблемы с экономикой в университете. Простудившиеся Келли и Вэлери находятся на карантине в доме Уолшей. Клэр сердита на Стива из-за того, что его мать бросила профессора Арнольда… |                                                                |                    |                       |                          |
| |                                                                |                    |                       |                          |
| 7x29 | Mother's Day / День матери                                     | 7 мая 1997         | Чип Чалмерс           | Джессика Клейн           |
| Чтобы насолить Келли, Вэлери вкладывает деньги в компанию её отца Била Тейлора. Келли узнаёт, что она беременна. Донна пытается разрешить проблемы с преподавательницей экономики, профессором Лэнгли. Вэлери придумывает план, с помощью которого она сможет вернуть себе клуб. Брендон хочет сделать Келли предложение, а Келли подумывает об аборте… |                                                                |                    |                       |                          |
| |                                                                |                    |                       |                          |
| 7x30 | Senior Week / Предвыпускная неделя                             | 14 мая 1997        | Джефферсон Кибби      | Джон Эйзендрас           |
| Донна пытается сдать экзамен по экономике. После выкидыша Келли узнаёт, что не сможет иметь детей. Вэлери понимает, что может горько поплатиться за своё желание отомстить Келли – Дрискол украл у неё 100 тысяч долларов… |                                                                |                    |                       |                          |
| |                                                                |                    |                       |                          |
| 7x31,32 | Graduation Day, Parts 1 & 2 / Выпускной, Части 1 и 2           | 21 мая 1997        | Джейсон Пристли       | Ларри Моллин и Фил Сават |
| Келли хочет, чтобы Брендон выгнал Вэлери из особняка Уолшей. Вэлери узнаёт, что её мать не приедет на выпускной. Дэвид, Стив и Манс собираются устроить грандиозный фейерверк на вручении дипломов. Эрин заканчивает детский сад. Вэлери пишет прощальную записку, которую находит Брендон. Билл Тейлор, отец Келли, устраивает грандиозную вечеринку для дочери и её друзей. Донна решает провести ночь с Дэвидом… Вэлери хочет покончить с собой; после церемонии Клэр уезжает со своим отцом во Францию, а Келли узнаёт, что её отца приговорили к заключению в тюрьме за крупные денежные махинации…                       |                                                                |                    |                       |                          |

## Рейтинг
| # | День недели | Премьера             | Финал            | Сезон     | Позиция | Количество зрителей (в млн.) |
| - | ----------- | -------------------- | ---------------- | --------- | ------- | ---------------------------- |
| 7 | Среда       | 21 августа 1996 года | 21 мая 1997 года | 1996-1997 | 61      | 13.2                         |